# Élida Vigo
Élida María Vigo (sinh ngày 6 tháng 10 năm 1944 tại tỉnh San Juan) là một chính trị gia người Argentina. Bà giữ chức vụ Thượng viện Argentina đại diện cho tỉnh Misiones trong phần lớn của Mặt trận vì Chiến thắng.
Vigo theo sau chính trị của Jorge Abelardo Ramos, người đã mô tả tư tưởng của mình là 'Quốc gia Trái'. Bà thành lập một đảng, gọi là Phong trào cho một quốc gia mới, là một phần của liên minh bầu cử, Mặt trận vì sự đổi mới của Concordia. Mặt trận này được hình thành bởi Radical Civic Union và Peronists để hỗ trợ thống đốc Carlos Rovira và chính phủ của Tổng thống Cristina Fernández de Kirchner và người tiền nhiệm của ông Néstor Kirchner và Mặt trận vì Chiến thắng.
Vigo chuyển đến Misiones vào năm 1975. Bà làm ủy viên hội đồng tại Posadas từ năm 1987 cho đến năm 1991, sau đó làm phó tỉnh cho đến năm 1995. Từ năm 1995, bà là nội trợ gia đình tại Misiones cho đến năm 1996. Từ năm 1999 cho đến năm 2002, bà là phó đại diện của tỉnh Misiones ở Buenos Aires, sau đó bà  trở về Misiones để trở thành ủy viên của chính phủ.
Vào năm 2005, Vigo được bầu vào Thượng viện. Bà là thành viên của Nghị viện Mercosur.
Vigo cũng là tổng thư ký của Liên minh các bà nội trợ và các chi nhánh Misiones của nó.